# Kam-Biu Luk

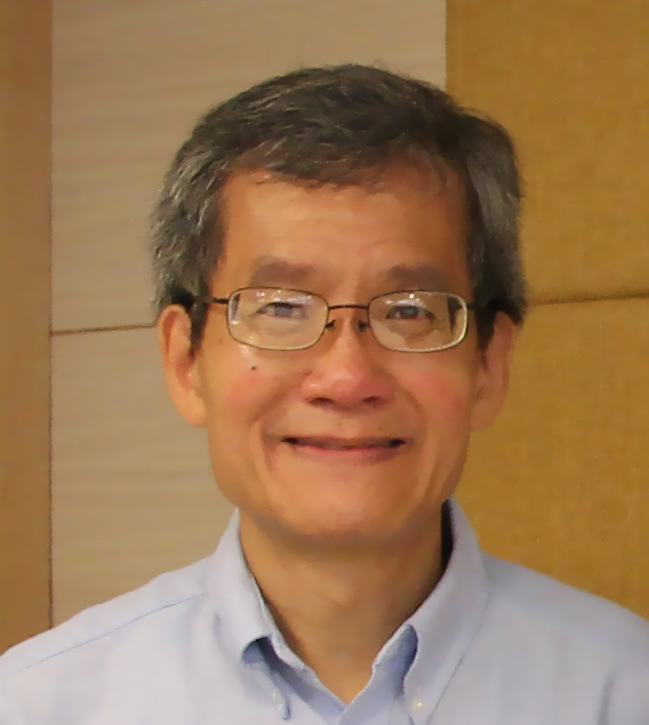
Kam-Biu Luk

Kam-Biu Luk (chinesisch 陆锦标, Pinyin Lù Jǐnbiāo; * 1953 in Hongkong) ist ein chinesischer Elementarteilchenphysiker. Er ist Professor an der University of California, Berkeley, und bekannt für Beiträge zur Neutrinophysik, insbesondere seine führende Rolle (mit Wang Yifang) beim Daya-Bay-Experiment zur Bestimmung des letzten unbekannten Neutrinomischungswinkels θ13 (siehe Neutrinooszillation).
Luk studierte ab 1973 Physik an der University of Hong Kong mit dem Bachelor-Abschluss 1976 und an der Rutgers University, an der er 1983 promoviert wurde (A study of the Omega minus hyperon). Als Post-Doktorand war er an der University of Washington in Seattle. Ab 1986 war er am Fermilab und ab 1989 an der Universität Berkeley und am Lawrence Berkeley National Laboratory. 2001 war er Miller Professor in Berkeley und er war Gastprofessor in Hongkong.
Er war ab 2000 am KamLand-Neutrinoexperiment beteiligt und initiierte wenige Jahre später das Daya Bay Neutrino-Experiment. Nachdem das Daya Bay Experiment unter wesentlicher Beteiligung von Luk 2012 einen relativ großen θ13 Neutrinomischungswinkel bestimmte eröffnete sich die Möglichkeit im Neutrinosektor nach CP-Verletzung zu suchen. Er verfolgt diese Suche und die Bestimmung der Neutrino-Massenhierarchie im DUNE-Experiment am Fermilab. Éin Myon-Neutrino-Strahl des Fermilab ist dabei auf vier großen Spurendriftkammer-Detektoren in der unterirdischen Sanford Underground Research Facility in  South Dakota gerichtet. Die Detektoren können auch der Suche nach Protonenzerfall dienen.
Luk war am Fermilab am HyperCP-Experiment beteiligt, der Suche nach CP-Verletzung beim Zerfall seltsamer Baryonen. Er befasste sich mit Physik von Dimyonen und Hyperonen, unter anderem entwickelte er eine Technik zur Messung des magnetischen Moments des Omega minus und fand eine unerwartete transversale Polarisation bei geladenen Anti-Xi-Baryonen aus der Streuung von Protonen an Kernen.
1986 bis 1989 war er R. R. Wilson Fellow am Fermilab, 1990 bis 1994 Sloan Fellow und 1989 erhielt er den Outstanding Junior Investigator Award des Department of Energy (DOE). 2014 erhielt er mit Wang Yifang den Panofsky-Preis und für 2016 den Breakthrough Prize in Fundamental Physics.  Er ist Fellow der American Physical Society und wurde 2019 in die American Academy of Arts and Sciences gewählt.

## Schriften
Daya-Bay-Kollaboration:
- F.P. An et al., Observation of Electron-Antineutrino Disappearance at Daya Bay, Phys. Rev. Lett. 108, 171803 (2012), Arxiv
- F.P. An et al., Spectral Measurement of Electron Antineutrino Oscillation Amplitude and Frequency at Daya Bay, Phys. Rev. Lett. 112, 061801 (2014).
- F. P. An et al., Search for a Light Sterile Neutrino at Daya Bay, Phys. Rev. Lett. 113, 141802 (2014).